# Zethus minimus
Zethus minimus är en stekelart som beskrevs av Edoardo Zavattari 1912.
Zethus minimus ingår i släktet Zethus och familjen Eumenidae. Inga underarter finns listade i Catalogue of Life.